# Ellis Bermingham, Condessa de Brandon
Ellis Bermingham (nascida Ellis Agar; 1708 — Dublin, 11 de março de 1789) foi uma nobre britânica. Ela recebeu o título vitalício de condessa de Brandon no condado de Kilkenny.

## Família
Ellis foi a segunda filha e terceira criança nascida de James Agar, um membro do Parlamento e residente no Castelo de Gowran, e de Mary Wemyss. Os seus avós paternos eram Charles Agar da cidade de Iorque, e Ellis Blancheville. O seu avô materno era Sir Henry Wemyss, de Danesfort, em Kilkenny.
Ela teve três irmãos: Henry, marido de Anne Ellis; Mary, esposa de James Smyth, e James, marido de Rebecca Flower.

## Biografia
Em março de 1726, Ellis casou-se com Theobald Bourke, futuro visconde Mayo, como sua segunda esposa. Ela tinha cerca de 18 anos, e o noivo, aproximadamente 19 anos. O visconde era filho de Theobald Bourke, 6.º Visconde Mayo e de Mary Browne.
Ela passou a ser conhecida como viscondessa Mayo a partir de 25 de junho de 1741.
Apesar de quase dezesseis anos de união, o casal não teve filhos. O visconde faleceu em 7 de janeiro de 1742.
Alguns anos depois, Ellis tornou-se a segunda esposa de Francis Bermingham, 14.º Barão Athenry, com quem se casou em 17 de agosto de 1745. A noiva tinha cerca de 37 anos, e noivo, cerca de 53 anos. Francis era filho de Edward Bermingham, 13.º Barão Athenry e de Bridget Browne.
A senhora Athenry tornou-se a madrasta dos quatros filhos de Francis com Mary Nugent, sua primeira esposa. Eles eram: Bridget, esposa de James Daly; Thomas Bermingham, 1.º Conde de Louth, marido de Margaret Daly, e dois meninos de nome desconhecido.
Em 1 de agosto de 1758, foi criado para a nobre o título de condessa de Brandon no condado de Kilkenny, na atual República da Irlanda.
A condessa faleceu em 11 de março de 1789, com cerca de 81 anos, em Merrion Square, na cidade de Dublin.